# Joprima
| Serie Joprima                | Serie Joprima                                        |
| Technische Daten (Überblick) | Technische Daten (Überblick)                         |
| ---------------------------- | ---------------------------------------------------- |
| Werft:                       | VEB Schiffswerft „Neptun“, Rostock                   |
| Vermessung:                  | 4202 BRT / 2314 NRT                                  |
| Tragfähigkeit:               | 6015 t                                               |
| Länge über Alles:            | 114,70 m                                             |
| Länge zwischen den Loten:    | 106,60 m                                             |
| Breite:                      | 16,60 m                                              |
| Seitenhöhe:                  | 7,80 m                                               |
| Tiefgang:                    | 6,44 m                                               |
| Antrieb:                     | 1 × MAN K6Z57/80A3 Dieselmotor auf 1 × Festpropeller |
| Gesamtleistung:              | 2942 kW                                              |
| Geschwindigkeit:             | 15 Knoten                                            |
| Besatzung:                   | bis zu 33                                            |

Die Frachtschiffsserie Joprima ist ein Trockenfrachtschiffstyp der Rostocker Schiffswerft „Neptun“.

## Die Schiffe
Hergestellt wurde die Baureihe von 1968/9 in fünf Einheiten für eine norwegische Reederei. Vorgesehen sind die als Volldecker vermessenen Schiffe vorwiegend für den Transport von Stück- und Schüttgütern sowie besonders Holzladungen.
Die Serie umfasste:
- Erstes Schiff und Namensgeber der Serie war die am 31. März 1968 übergebene Joprima mit der Baunummer 361. Die in Oslo beheimatete Joprima wurde mehrfach verkauft und umgetauft, zuletzt 1987 auf den Namen First Star und ist 1991 in Calcutta abgebrochen worden.[1]
- Die Joruna wurde 1968 übergeben und fuhr seit 1990 unter dem Namen Dalia. Sie brach am 6. März 1994 vor Selata (bei Batrun) in zwei Teile und sank daraufhin.[2]
- Das dritte Schiff war die 1969 fertiggestellte Joselin. Nach mehreren Umbenennungen ist sie seit 2003 unter dem Namen Mashta Azzar in Fahrt.[3]
- Das vierte Schiff war die als Sigyn auf Kiel gelegte und 1969 fertiggestellte Jotina. Nach mehreren Umbenennungen war sie seit 2002 unter dem Namen Al Naser unterwegs.[4] Im Jahr 2010 wurde sie unter dem Namen Razan zum Abbruch nach Indien verkauft.[5]
- Den Abschluss der Baureihe, die komplett an Norwegen geliefert wurde, bildete die am 23. August 1969 abgelieferte Joulla, die zuletzt 1995 in A.Bedevi umbenannt, 2010 zum Abbruch in die Türkei verkauft wurde.[6][7]

## Technik
Der neuentwickelte Eindeckschiffstyp mit kurzer Back und weit achtern liegender Maschinenanlage ist für den Holztransport optimiert. Die ebenfalls weit achtern angeordneten Aufbauten wurden so weit wie möglich gegen Maschinengeräusche isoliert. Die 2942 kW leistenden 2-Takt Dieselmotoren des Typs MAN K6Z 57/80 A3 sind in Lizenz gefertigte MAN-Motoren des Herstellers VEB Maschinenbau Halberstadt. Der Hauptmotor kann direkt von der Brücke aus gesteuert werden.
Die drei Laderäume ohne Zwischendecks und einem Schüttgutvolumen von 8587 m3 und einem Ballenraum von 8122 m3 wurden in den Räumen II und III mit versetzbaren Herften versehen, um das Schiff nötigenfalls zum Fünflukenschiff zu machen. Die Luken werden mit Faltlukendeckeln verschlossen, die für die Aufnahme von Holzdeckslasten konstruiert sind. Das nach dem System Velle erstellte Ladegeschirr besteht aus drei 8-Tonnen-Ladebäumen, einem 15-Tonnen-Ladebaum, sowie einem Schwergutbaum für 50 Tonnen. Die Winden werden hydraulisch betrieben.